# Patrimonialismus
Patrimonialismus ist ein Ausdruck, dessen moderne Bedeutung von Max Weber definiert wurde. Er benutzte ihn als Beschreibung für ein politisches System, das auf Verwaltungs- und militärischen Strukturen aufbaut, die wiederum einem Alleinherrscher weisungsgebunden sind.

## Beispiele
Patrimoniale Staaten sind unter anderem Indonesien unter Suharto oder die Philippinen unter Ferdinand Marcos. Auch die US-Regierung von Donald Trump besitzt deutliche patrimoniale Züge.